# Walter Seele
Walter Seele (* 14. September 1924 in Minden; † 23. Mai 2015) war ein deutscher Geodät und Hochschullehrer für Bodenordnung und Bodenwirtschaft.

## Leben
Walter Seele schloss die Oberschule in Petershagen mit seinem Abitur ab. Als Soldat der Wehrmacht wurde er im Raum Kiew schwer verwundet. Von 1946 bis 1950 studierte Seele Geodäsie und Wirtschafts- und Sozialwissenschaften an der Rheinischen Friedrich-Wilhelms-Universität in Bonn. Das Studium der Geodäsie schloss er bei Edmund Gassner ab. Nach dem Abschluss des technischen Referendariats arbeitete er als wissenschaftlicher Assistent am Institut für Bau- und Kulturtechnik bei Edmund Gassner. 1956 promovierte ihn die Rheinische Friedrich-Wilhelms-Universität Bonn zum Dr.-Ing. Dissertationsthema war Die wechselseitigen Beziehungen zwischen städtebaulicher Planung und Bodenwertbildung.
Nach Stationen als Vermessungs- und Katasteramtsleiter und Leiter des Liegenschaftsamtes in Wattenscheid, Darmstadt und Nürnberg folgte Seele 1968 dem Ruf der neu gegründeten Universität Dortmund. Er baute den Lehrstuhl Vermessungswesen und Bodenordnung an der Fakultät Raumplanung auf.  1975 übernahm Seele den neu gegründeten Lehrstuhl für Bodenordnung und Bodenwirtschaft an der Rheinischen Friedrich-Wilhelms-Universität in Bonn.  Nachfolger in Dortmund waren Hartmut Dieterich und Benjamin Davy. Seele war Mitbegründer der Europäischen Fakultät für Bodenordnung in Straßburg, wo er neben seiner Bonner Tätigkeit als Professeur à la Faculté Européenne des Sciences du Foncier Strasbourg tätig war. Emeritiert wurde er 1989. Ihm folgte Erich Weiß nach. Seele war von 1991 bis 1993 Gastprofessor an dem neu gegründeten Lehrstuhl für Bodenordnung und Bodenwirtschaft an der Technischen Universität Dresden.

## Forschung
Seele hat die Zusammenhänge zwischen städtebaulicher Planung und Bodenwertbildung erforscht und daraus Grundlagen  und Methoden für die kommunale Bodenpolitik, die Planung, deren Umsetzung sowie die Grundstückswertermittlung erarbeitet und entwickelt. Durch diese ganzheitliche Sicht hat er das Berufsbild der Vermessungsingenieurinnen und Vermessungsingenieure nachhaltig geprägt. Seele schrieb 1970 zur Stadterneuerung: „Hierzu bedarf es freilich einer bodenordnenden Hand, welche zur schöpferischen, zur ingenieurmäßigen Grundstückgestaltung befähigt ist und dabei die stadtplanerische und städtebauliche Komponente voll zur Geltung zu bringen vermag, die aber auch die Bodenverfassung kritisch nach wirtschaftlichen, sozialen und rechtlichen Aspekten zu handhaben versteht.“
Zur Ermittlung des Bodenwerts von Bauerwartungsland und Rohbauland hat Seele eine deduktive Methode, den deduktiven Preisvergleich, entwickelt.

## Auswahl von Ämtern und Mitgliedschaften
- Mitglied der Deutschen Geodätischen Kommission bei der Bayerischen Akademie der Wissenschaften[5]
- Mitglied in der Fachkommission Kommunales Vermessungs- und Liegenschaftswesen des Deutschen Städtetags (1963–1975)
- Mitherausgeber der früheren Fachzeitschrift Vermessungswesen und Raumordnung